# アルブレクト (スウェーデン王)
アルブレクト（Albrekt av Mecklenburg, 1338年 - 1412年4月1日）は、スウェーデン王（在位：1364年 - 1389年）およびメクレンブルク＝シュヴェリーン公（アルブレヒト3世、在位：1384年 - 1412年）。ドイツ名はアルブレヒト（Albrecht von Mecklenburg）。父はメクレンブルク＝シュヴェリーン公アルブレヒト2世、母はスウェーデンとノルウェーの王マグヌス・エリクソンの妹エウフェミア。ハインリヒ3世の弟、マグヌス1世の兄。

## 生涯
スウェーデン貴族が1364年にマグヌス・エリクソンを追放後、息子のノルウェー王ホーコン6世が王位に就くのを避けるため、マグヌスの甥アルブレクトを北ドイツのメクレンブルク家から迎えた。1384年には弟のマグヌス1世の死によりメクレンブルク＝シュヴェリーン公位を継承している。
兄のハインリヒ3世とデンマーク王ヴァルデマー4世の長女インゲボーの娘マーリアは、ポンメルン公ヴラティスラフ7世に嫁いで息子エーリヒを産んでいたが、インゲボーの妹でデンマークとノルウェーの摂政マルグレーテは、エーリヒをまず1388年にノルウェーの王位（エイリーク3世）に就けていた。一方アルブレクトは、1370年にバルト海に勢力を伸張したデンマークを牽制するため、ハンザ同盟やドイツ諸侯による反デンマーク連合にスウェーデンを参加させてデンマークを屈服させ、シュトラルズントの和議を締結した。しかしスウェーデン国内では、国王アルブレクトと貴族及び高位聖職者などの有力者との対立が表面化した。アルブレクトはメクレンブルクやドイツから傭兵を徴募し、王権強化を目論んだが、これに対し貴族と高位聖職者は、デンマークとノルウェーの摂政であるマルグレーテを支持し、1388年には両者の対決は避けられぬものとなった。
マルグレーテが実質的に女王として君臨するデンマークは、さらにスウェーデンの王位を巡ってアルブレクトと争った。1389年に、徴募したドイツ人騎士を含めたアルブレクト軍とデンマーク軍を主力とした摂政マルグレーテの軍が南部スウェーデンで決戦を行い、アルブレクトはデンマークに敗れて捕虜となり、スウェーデン王位を廃された。エーリヒは1396年にデンマーク（エーリク7世）とスウェーデン（エリク13世）の王位に就き、翌1397年に3ヶ国によるカルマル同盟が結ばれた。1395年にアルブレクトは、ハンザ同盟諸都市の仲介によって解放されたが、スウェーデン王位請求権を放棄せず、海賊集団のフィタリエンブリューダーを雇い入れてゴットランド島のヴィスビューを占拠し、1398年にそのフィタリエンブリューダーがゴットランドを追われた後も、1408年に至るまで海賊行為を繰り返し続けた。
メクレンブルク＝シュヴェリーン公としては、1383年から1388年まで甥（マーリアの兄）アルブレヒト4世を共同君主としていたが早世し、アルブレクトの死後は息子のアルブレヒト5世が公位を継承した。

## 家族
1359年、シュヴェリーン伯オットー1世娘リヒャルディス（? - 1377年）と結婚、2子を儲けた。
- エーリヒ（1359年 - 1397年） - ゴトランド領主
- リヒャルディス（? - 1400年） - 1388年にゲルリッツ公ヨハンと結婚、ルクセンブルク女公エリーザベトの母。

1396年、ブラウンシュヴァイク＝リューネブルク公マグヌス2世の娘アグネス（? - 1434年）と再婚。 2子を儲けた。
- アルブレヒト5世（1397年 - 1423年） - メクレンブルク＝シュヴェリーン公
- オイフェミア（? - 1416年） - ヴェンデン侯バルタザールと結婚。